# Escut de la Sentiu de Sió
L'escut oficial de la Sentiu de Sió té el següent blasonament:
Escut caironat: d'argent, un mont de sinople movent de la punta, carregat d'una colobra de sable en pal, lampassada de gules, i somat d'una ermita de sable oberta. Per timbre, una corona de baró.

## Història
El dia 22 de març de 2021, el Ple de l'Ajuntament de la Sentiu de Sió va acordar iniciar l'expedient d'adopció de l'escut heràldic del municipi. La direcció general d'Administració Local l'aprovava el 22 de juliol de 2021 i al DOGC número 8.466, de 27 de juliol, es publicava la resolució per la qual es donava la conformitat a la seva adopció.
L'escut incorpora una representació del turó de l'ermita de la Mare de Déu de la Guardiola i també una colobra, que simbolitza la llegenda popular sobre una gran serp que, suposadament, vivia al terme municipal. Aquesta proposta d'escut aprovada per l'Ajuntament unifica i adapta a les lleis heràldiques les dues versions del senyal heràldic que fa uns cent cinquanta anys que utilitza el consistori: recupera el senyal del mont somat de l'ermita i hi afegeix la colobra. L'escut va timbrat amb la corona de baró ja que el poble va pertànyer, des del segle xvi, a la baronia de la Sentiu.